# 프랭크 하퍼
프랭크 하퍼(Frank Harper, 1962년 ~ )는 잉글랜드의 배우, 감독, 영화 제작자이다.

## 출연 작품
- 빅팀 (2011)
- 스트리트댄스 (2010)
- 콜리전 (2009)
- 쿵후 플리드 (2009)
- 더브플레이트 드라마 (2009)
- 위험한 휴가 (2007)
- 라이즈 오브 더 풋솔져 (2007)
- 디스 이즈 잉글랜드 (2006)
- 풋볼 팩토리 (2004)
- 칼슘 키드 (2004)
- 클럽 르 몽드 (2002)
- 슈팅 라이크 베컴 (2002)
- 더 서치 포 존 기싱 (2001)
- 굿바이 찰리 브라이트 (2001)
- 마지막 순간 (2001)
- 럭키 브레이크 (2001)
- 세컨드 사이트: 킹덤 오브 더 블라인드 (2000)
- Kevin & Perry Go Large (2000)
- 세컨드 사이트: 하이드 앤 식 (2000)
- 샤이너 (2000)
- 어 룸 포 로미오 브래스 (1999)
- 튜브 테일 (1999, Tube Tales)
- 록 스탁 앤 투 스모킹 배럴즈 (1998)
- Twenty Four Seven (1997)
- 아버지의 이름으로 (1993)
- 최후의 총성 (1988 ,For Queen and Country)

### 텔레비전
- Second Sight (1999-2000)